# Propargil-bromid
A propargil-bromid, más néven 3-bróm-1-propin telítetlen halogénezett szerves vegyület, képlete CHCCH2Br. A propinból származtatható, a metilcsoport egyik hidrogénjének brómra történő lecserélésével. Más, rokon vegyületekhez hasonlóan könnyfakasztó hatású. A szerves kémiai szintézisekben reagensként használják.

## Felhasználása
Az 1960-as években Trizone néven talajfertőtlenítőként használták.
Felhasználják továbbá szerves kémiai szintézisekben, többek között mezőgazdasági vegyszerek és gyógyszerek előállításához is. Alacsony hőmérsékleten Grignard-reagenst is képez.

## Előállítása
Előállítható propargil-alkohol foszfor-tribromiddal történő reagáltatásával.

## Reakciói
Felhasználható propargil-aminok enin metatézis reakciójához, spiroketonok propargilezéséhez, allil-alkoholok és enon komplexek előállítására.
Aldehidekkel Barbier-típusú reakcióba vihető, melynek során alkin-alkoholok keletkeznek:

## Biztonságtechnikai információk
Könnyfakasztó hatású vegyület és alkilezőszer.

## Fordítás
Ez a szócikk részben vagy egészben  a   Propargyl bromide című angol Wikipédia-szócikk ezen változatának fordításán alapul.  Az eredeti cikk szerkesztőit annak laptörténete sorolja fel. Ez a jelzés csupán a megfogalmazás eredetét és a szerzői jogokat jelzi, nem szolgál a cikkben szereplő információk forrásmegjelöléseként.